# Strawberry Switchblade
Strawberry Switchblade var en skotsk popduo bestående av Jill Bryson och Rose McDowall. De blev kända för hitlåten "Since Yesterday" som nådde 5:e plats på UK Singles Chart 1985. Duon uppmärksammades även för sin färgglada visuella framtoning med band och polka dot-klänningar som stod i medveten kontrast till deras melankoliska poplåtar. 
Strawberry Switchblade gav ut sitt enda, självbetitlade, album 1985 och fick ytterligare några hits med "Let Her Go" och "Who Knows What Love Is?", men efter att blivit osams gick duon skilda vägar 1986. Rose McDowall har senare bildat en ny duo kallad Sorrow.

## Diskografi
Album
- Strawberry Switchblade, 1985
- The 12" Album (endast utgiven i Japan), 1995
- The Platinum Collection, 2005

Singlar
- Trees and Flowers, 1983
- Since yesterday, 1984
- Let Her Go, 1985
- Who Knows What Love Is?, 1985
- Jolene, 1985

EP
- 1982 4-Piece Demo, 2017